# Jane Live
Jane Live es un álbum en vivo de la banda de metalcore Converge. Fue lanzado el 3 de marzo de 2017 a través de Deathwish Inc. El disco presenta una versión en vivo de su cuarto álbum de estudio, Jane Doe.

## Antecedentes
El 16 de enero de 2017, la banda anunció que lanzaría un álbum en vivo de su disco Jane Doe, que fue grabado en el festival de música de los Países Bajos, Roadburn Festival de 2016. El álbum se presentó por pedido el mismo día. Deathwish puso la versión en vivo de «Jane Doe» en SoundCloud para su reproducción. El álbum está mezclado por el guitarrista de Converge Kurt Ballou en GodCity Studio y masterizado por Brad Boatwright en Audiosiege.

### Ilustraciones
La versión en vinilo tiene cinco diferentes ilustraciones, cada una con su propia variante de color y sombreado de vinilo. Cada portada fue diseñada por un artista diferente, estos artistas son; Ashley Rose Couture, Florian Bertmer, John Dyer Baizley, Randy Ortiz y Thomas Hooper. La reconstrucción en la vida real de Ashley Rose Couture de la cubierta original es el estándar utilizado en todos los formatos.

## Recepción
Robin Ono de Echoes and Dust escribió; "Con su producción precisa y entrega feroz, Jane Live ofrece una nueva e interesante versión de la producción de estudio más icónica de la banda. Si la mezcla alternativa y el elemento en vivo demuestran ser una adición valiosa a su colección de discos, sigue siendo un gusto personal, aunque no hay duda de que incluso los fanáticos más casuales serán engañados como locos para darle una vuelta a este disco en vivo magistralmente diseñado." Andrew Bernstein de Djents dijo; "Sin duda, los fanáticos del hardcore se divertirán al analizar la nueva versión de Jane Live de canciones familiares. Ya sea el ritmo hardcore y directo de "Hell To Pay", el terror absoluto de "Homewrecker", el stompfest vertiginoso que es "The Broken Vow", o la pista de título épicamente inquietante "Jane Doe": los fans de Converge agradecerán escuchar estas canciones tocadas como una unidad, en vivo y en bruto."

## Lista de canciones
Todas las letras escritas por Jacob Bannon, toda la música compuesta por Converge. 
| N.º | Título                           | Duración |  |
| 1.  | «Concubine» (En vivo)            | 2:04     |  |
| 2.  | «Fault and Fracture» (En vivo)   | 3:09     |  |
| 3.  | «Distance and Meaning» (En vivo) | 5:50     |  |
| 4.  | «Hell to Pay» (En vivo)          | 5:17     |  |
| 5.  | «Homewrecker» (En vivo)          | 3:42     |  |
| 6.  | «The Broken Vow» (En vivo)       | 2:10     |  |
| 7.  | «Bitter and Then Some» (En vivo) | 1:24     |  |
| 8.  | «Heaven in Her Arms» (En vivo)   | 4:04     |  |
| 9.  | «Phoenix in Flight» (En vivo)    | 4:00     |  |
| 10. | «Phoenix in Flames» (En vivo)    | 1:15     |  |
| 11. | «Thaw» (En vivo)                 | 4:44     |  |
| 12. | «Jane Doe» (En vivo)             | 13:05    |  |

## Personal
| Intérpretes - Jacob Bannon: voz - Kurt Ballou: guitarra líder - Stephen Brodsky: guitarra rítmica, coros - Nate Newton: bajo - Ben Koller: batería Ilustraciones y diseño - Jacob Bannon: dirección de arte, diseño - Ashley Rose Couture: portada de las ilustraciones - Karen Jerzyk: fotografía Producción y grabación - Brad Boatright: masterizado en Audiosiege - Kurt Ballou: mezclado en Godcity Recording Studio - Sean Johnson: mezcla en FoH - Marcel van de Vondervoort: grabación |